# 궁수자리 B2
궁수자리 B2는 궁수자리에 있는 거대한 성운이다. 전체적으로 빨간색의 모습을 하고 있는 우주의 성운 중에 하나이다.

## 특징
궁수자리 B2(Sgr B2)는 은하수 중심에서 약 120 파섹(390  광년) 떨어진 곳에 위치한 기체와 먼지의 거대한 분자구름이다. 이 단지는 중심 부근에 있는 분자구름 중에서 가장 크고 은하계에서 가장 큰 구름으로 지름이 약 45파섹(150리)에 이르는 지역에 걸쳐 있다. Sgr B2의 총 질량은 태양 질량의 약 300만 배다. 구름 내부의 평균 수소 밀도는 cm당3 3000개의 원자로 일반적인 분자 구름보다 약 20~40배 정도 밀도가 높다. 이 구름의 내부 구조는 밀도와 온도가 달라 복잡하다. 클라우드는 북쪽(N), 중간(M) 및 남쪽(S)으로 각각 지정된 세 개의 주 코어로 나뉜다. 따라서 Sgr B2(N)는 북쪽 중심부를 나타낸다. 사이트 Sgr B2(M)와 사이트 Sgr B2(N)는 다산성 별이 형성되는 사이트다. 처음 발견된 10개의 H II 영역은 A에서 J. H II 영역 A–G, I 및 J가 Sgr B2(M) 내에 있고 영역 K는 Sgr B2(N), 영역 H는 Sgr B2(S)에 있다. 구름의 5파르시크 넓이는 태양 광도의 약 1000만 배에 달하는 별을 형성하는 지역이다. 구름은 다양한 종류의 복잡한 분자로 구성되어 있는데, 특히 관심 있는 것은 술이다. 구름은 에탄올, 비닐 알코올, 메탄올을 함유하고 있다. 이것은 새로운 분자를 발생시키는 원자의 혼합 때문이다. 이 구성은 분광기를 통해 아미노산을 발견하기 위한 시도로 발견되었다. 에스테르, 에틸포메이트도 발견되었는데, 이것은 아미노산의 주요 전구체다. 이 에스터는 또한 산딸기의 향미에도 책임이 있어 궁수자리 B2에 실린 몇몇 기사들을 '래스베리 럼'의 냄새로 간주하도록 유도한다. 많은 양의 부티로니트릴(시안화 프로필)과 다른 알킬 시안화물도 구름 속에 존재하는 것으로 감지되었다. 구름의 온도는 항성 형성이 밀집된 지역의 경우 300K(27°C)에서 주변 엔벨롭의 경우 40K(-233.2°C)까지 다양하다. Sgr B2의 평균 온도와 압력이 낮기 때문에 원자의 직접적 상호작용을 기반으로 한 화학은 매우 느리다. 그러나 Sgr B2 단지는 얼음의 맨틀과 다양한 탄소 화합물로 둘러싸인 실리콘 코어로 구성된 차가운 먼지 알갱이를 포함하고 있다. 이러한 곡물의 표면은 화학반응을 일으켜 주변 화합물과 상호작용할 수 있는 분자를 촉진시킨다. 그러한 결과로 생긴 화합물은 표면에서 증발하여 분자 구름과 결합할 수 있다. 이 구름의 분자 성분은 102~10μm의3 파장에서 쉽게 관찰할 수 있다. 알려진 모든 성간 분자의 약 절반이 Sgr B2 근처에서 처음 발견되었고, 현재 알려진 거의 모든 다른 분자가 이 특징에서 검출되었다. 유럽우주국의 감마선 관측소 INTRI는 Sgr B2와 상호작용하는 감마선을 관측해 분자 구름에서 X선 방출이 발생하는 것을 확인했다. 이러한 에너지는 약 350년 전 은하핵인 궁수자리 A*에 있는 초거대 블랙홀(SMBH)에 의해서 방출되었다. 이런 폭발로 인한 총 광도는 Sagittarius A*의 전류 출력보다 백만 배 더 강한 것으로 추정된다. 이러한 결론은 2011년에 스자쿠 위성으로 은하 중심을 관측한 일본의 천문학자들의 지지를 받아왔다.

## 같이 보기
- 천문학
- 성운
- 은하